# Liste der Down-Beat-Poll-Sieger der 1940er Jahre
Dies ist eine Liste der Poll-Gewinner (Leser und Kritiker) der Zeitschrift Down Beat in den 1940er Jahren.
Damals gab es nur Leser-Polls bei Down Beat. King of Corn steht ironisch für schmalzige, sentimentale Musik – im Hinblick auf Spike Jones für parodistisches Talent.

## 1940
Leser-Poll:
- Sweet Band: Glenn Miller
- Swing Band: Benny Goodman
- King of Corn: Guy Lombardo
- Solokünstler: Benny Goodman
- Kleine Combo: Benny Goodman Sextet
- Altsaxophon: Johnny Hodges
- Tenorsaxophon: Eddie Miller
- Trompete: Ziggy Elman
- Posaune: Jack Jenney
- Klarinette: Irving Fazola
- Schlagzeug: Ray Bauduc
- Bass: Bob Haggart
- Gitarre: Benny Heller
- Klavier: Bob Zurke
- Arrangeur: Fletcher Henderson
- Männlicher Vokalkünstler: Bing Crosby
- Weibliche Vokalkünstlerin: Helen O’Connell

## 1941
Leser-Poll:
- Sweet Band: Glenn Miller
- Swing Band: Benny Goodman
- King of Corn: Guy Lombardo
- Solokünstler: Benny Goodman
- Altsaxophon: Johnny Hodges
- Tenorsaxophon: Tex Beneke
- Trompete: Ziggy Elman
- Posaune: J. C. Higginbotham
- Klarinette: Irving Fazola
- Schlagzeug: Buddy Rich
- Bass: Bob Haggart
- Gitarre: Charlie Christian
- Klavier: Jess Stacy
- Arrangeur: Sy Oliver
- Männlicher Vokalkünstler: Frank Sinatra
- Weibliche Vokalkünstlerin: Helen O’Connell

## 1942
Leser-Poll:
- Sweet Band: Tommy Dorsey
- Swing Band: Duke Ellington
- Kleine Combo: Benny Goodman Sextet
- Service Band: Artie Shaw Navy Band
- King of Corn: Spike Jones
- Solokünstler: Harry James
- Altsaxophon: Johnny Hodges
- Tenorsaxophon: Tex Beneke
- Trompete: Roy Eldridge
- Posaune: J. C. Higginbotham
- Klarinette: Pee Wee Russell
- Schlagzeug: Buddy Rich
- Bass: Bob Haggart
- Gitarre: Eddie Condon
- Klavier: Jess Stacy
- Arrangeur: Sy Oliver
- Männlicher Vokalkünstler: Frank Sinatra
- Weibliche Vokalkünstlerin: Helen Forrest

## 1943
Leser-Poll:
- Sweet Band: Tommy Dorsey
- Swing Band: Benny Goodman
- Kleine Combo: Roy Eldridge
- King of Corn: Spike Jones
- Solokünstler: Benny Goodman
- Altsaxophon: Johnny Hodges
- Tenorsaxophon: Vido Musso
- Trompete: Ziggy Elman
- Posaune: J. C. Higginbotham
- Klarinette: Pee Wee Russell
- Schlagzeug: Gene Krupa
- Bass: Artie Bernstein
- Gitarre: Eddie Condon
- Klavier: Mel Powell
- Arrangeur: Sy Oliver
- Männlicher Vokalkünstler: Frank Sinatra
- Weibliche Vokalkünstlerin: Jo Stafford

## 1944
Leser-Poll:
- Sweet Band: Charlie Spivak
- Swing Band: Duke Ellington
- Kleine Combo: Nat King Cole Trio
- King of Corn: Spike Jones
- Solokünstler: Benny Goodman
- Altsaxophon: Johnny Hodges
- Tenorsaxophon: Lester Young
- Baritonsaxophon: Harry Carney
- Trompete: Ziggy Elman
- Posaune: J. C. Higginbotham
- Klarinette: Pee Wee Russell
- Schlagzeug: Buddy Rich
- Bass: Artie Bernstein
- Gitarre: Allan Reuss
- Klavier: Mel Powell
- Arrangeur: Sy Oliver
- Männlicher Vokalkünstler (ohne Band): Bing Crosby
- Weibliche Vokalkünstlerin (ohne Band): Dinah Shore
- Männlicher Vokalkünstler (mit Band): Bob Eberly
- Weibliche Vokalkünstlerin (mit Band): Anita O’Day

## 1945
Leser-Poll:
- Sweet Band: Tommy Dorsey
- Swing Band: Woody Herman
- Kleine Combo: Nat King Cole Trio
- Kleine Vokalgruppe: Pied Pipers
- King of Corn: Spike Jones
- Solokünstler: Benny Goodman
- Altsaxophon: Johnny Hodges
- Tenorsaxophon: Charlie Ventura
- Baritonsaxophon: Harry Carney
- Trompete: Ziggy Elman
- Posaune: Bill Harris
- Klarinette: Buddy DeFranco
- Schlagzeug: David Tough
- Bass: Chubby Jackson
- Gitarre: Oscar Moore
- Klavier: Mel Powell
- Arrangeur: Sy Oliver
- Männlicher Vokalkünstler (ohne Band): Bing Crosby
- Weibliche Vokalkünstlerin (ohne Band): Jo Stafford
- Männlicher Vokalkünstler (mit Band): Stuart Foster
- Weibliche Vokalkünstlerin (mit Band): Anita O’Day

## 1946
Leser-Poll:
- Sweet Band: Claude Thornhill
- Swing Band: Stan Kenton
- Kleine Combo: Nat King Cole Trio
- Kleine Vokalgruppe: Pied Pipers
- King of Corn: Spike Jones
- Solokünstler: Benny Goodman
- Altsaxophon: Johnny Hodges
- Tenorsaxophon: Vido Musso
- Baritonsaxophon: Harry Carney
- Trompete: Roy Eldridge
- Posaune: Bill Harris
- Klarinette: Buddy DeFranco
- Schlagzeug: David Tough
- Bass: Eddie Safranski
- Gitarre: Oscar Moore
- Klavier: Mel Powell
- Arrangeur: Billy Strayhorn
- Männlicher Vokalkünstler (ohne Band): Frank Sinatra
- Weibliche Vokalkünstlerin (ohne Band): Peggy Lee
- Männlicher Vokalkünstler (mit Band): Buddy Stewart
- Weibliche Vokalkünstlerin (mit Band): June Christy

## 1947
Leser-Poll:
- Beste Band: Stan Kenton
- Kleine Combo: Nat King Cole Trio
- Kleine Vokalgruppe: Pied Pipers
- King of Corn: Spike Jones
- Solokünstler: Benny Goodman
- Altsaxophon: Johnny Hodges
- Tenorsaxophon: Vido Musso
- Baritonsaxophon: Harry Carney
- Trompete: Ziggy Elman
- Posaune: Bill Harris
- Klarinette: Buddy DeFranco
- Schlagzeug: Shelly Manne
- Bass: Eddie Safranski
- Gitarre: Oscar Moore
- Klavier: Mel Powell
- Arrangeur: Pete Rugolo
- Männlicher Vokalkünstler (ohne Band): Frank Sinatra
- Weibliche Vokalkünstlerin (ohne Band): Sarah Vaughan
- Männlicher Vokalkünstler (mit Band): Buddy Stewart
- Weibliche Vokalkünstlerin (mit Band): June Christy

## 1948
Leser-Poll:
- Beste Band: Duke Ellington
- Combo (Instrumental): Charlie Ventura
- Kleine Vokalgruppe: Pied Pipers
- King of Corn: Spike Jones
- Solokünstler: Duke Ellington
- Altsaxophon: Johnny Hodges
- Tenorsaxophon: Flip Phillips
- Baritonsaxophon: Harry Carney
- Trompete: Charlie Shavers
- Posaune: Bill Harris
- Klarinette: Buddy DeFranco
- Schlagzeug: Shelly Manne
- Bass: Eddie Safranski
- Gitarre: Oscar Moore
- Klavier: Erroll Garner
- Arrangeur: Billy Eckstine
- Männlicher Vokalkünstler (ohne Band): Billy Eckstine
- Weibliche Vokalkünstlerin (ohne Band): Sarah Vaughan
- Männlicher Vokalkünstler (mit Band): Al Hibbler
- Weibliche Vokalkünstlerin (mit Band): June Christy

## 1949
Leser-Poll:
- Beste Band: Woody Herman
- Combo (Instrumental): George Shearing
- Kleine Vokalgruppe: Pied Pipers
- King of Corn: Spike Jones
- Solokünstler: Benny Goodman
- Altsaxophon: Johnny Hodges
- Tenorsaxophon: Flip Phillips
- Baritonsaxophon: Serge Chaloff
- Trompete: Howard McGhee
- Posaune: Bill Harris
- Klarinette: Buddy DeFranco
- Schlagzeug: Shelly Manne
- Bass: Eddie Safranski
- Gitarre: Billy Bauer
- Klavier: Oscar Peterson
- Arrangeur: Pete Rugolo
- Männlicher Vokalkünstler (ohne Band): Billy Eckstine
- Weibliche Vokalkünstlerin (ohne Band): Sarah Vaughan
- Männlicher Vokalkünstler (mit Band): Al Hibbler
- Weibliche Vokalkünstlerin (mit Band): Mary Ann McCall